# Fulcher iz Chartresa
Fulcher iz Chartresa, kronist prve križarske vojne, * okrog 1059, Chartres, Francija, † 1127, Jeruzalem, Jeruzalemsko kraljestvo.

## Življenjepis
O njegovem življenju do leta 1097 ni nobenega podatka. Leta 1097 ga je Baldvin Boulonjski, kasnejši jeruzalemski kralj, imenoval za svojega kaplana. Iz tega lahko sklepamo, da je bil šolan duhovnik in da se je verjetno šolal v Chartresu. Fulcher  kljub svojemu položaju očitno ni bil član zbora kanonikov, ker ga ni na seznamu cerkvenih dostojanstvenikov katedrale Naše gospe iz Chartresa. 
Fulcher je v svoji Kroniki zelo podrobno opisal dogajanja na cerkvenem zboru v Clermontu leta 1095, na katerem je papež Urban II. pozval na prvo križarsko vojno. To pomeni, da je bil sam prisoten na zboru, ali pa mu je podatke posredoval nekdo, ki je tam bil. To bi lahko bil škof Ivo iz Chartresa, ki je močno vplival tudi na Fulcherjeve poglede na reformo cerkve in polemiko o delitvi cerkvenih položajev v Svetem Rimskem cesarstvu.
Na prvem križarskem pohodu je bil Fulcher v spremstvu Štefana Bloiškega in Roberta Normandijskega, ki sta se na vzhod odpravila leta 1096 preko južne Francije in Italije. Njuna vojska je iz Barija odplula proti Bizantinskemu cesarstvu in leta 1097 prispela v Bizanc, kjer se je pridružila drugim križarskim vojskam iz zahodne Evrope. Fulcher je nato z vojsko potoval preko Male Azije do Marasha, kamor je prišel leta 1097. Tam ga je Baldvin Boulonjski imenoval za svojega kaplana. Križarska vojska se je se je potem razcepila: del križarjev je odšel na jug proti Jeruzalemu, Fulcher pa je z Baldvinom odšel proti Edesi, kjer je Baldvin ustanovil Grofijo Edeso. Po osvojitvi Jeruzalema leta 1099 sta Baldvin in Fulcher odšla v Jeruzalem, da izpolnita svojo romarsko zaobljubo.
Leta 1100 je Baldvin postal jeruzalemski kralj. Fulcher je odšel z njim v Jeruzalem in najbrž ostal njegov kaplan do leta 1115. Leta 1115 je postal kanonik bazilike Božjega groba, kjer je bil zadolžen za relikte in cerkveno zakladnico. Umrl je verjetno spomladi leta 1127.

## Kronika
Fulcher je začel pisati kroniko prvega križarskega pohoda jeseni 1100 ali najkasneje spomladi leta 1101. Prvo različico kronike je dokončal leta 1106 in jo poslal v Evropo, kjer je njegovemu sodobniku  Guibertu  Nogentskemu služila kot bogat vir podatkov. Kronika se, na žalost, ni ohranila.
Kroniko je začel pisati na zahtevo svojih sopotnikov, med katerimi je bil verjetno tudi Baldvin I.. V Jeruzalemu je imel na razpolago najmanj eno knjižnico, kjer so bila shranjena pisma in drugi dokumenti v zvezi s križarskim pohodom. V knjižnici sta bili tudi Historia Francorum Rajmonda Aguilerskega in Gesta Francorum, iz katerih je dobil informacije od dogodkih, ki se jih sam ni udeležil.
Kronika je razdeljena na tri knjige. V prvi knjigi so opisane priprave na prvi križarki pohod v Clermontu od leta 1095 do osvojitve Jeruzalema in ustanovitve Jeruzalemskega kraljestva leta 1099. V knjigi je tudi opis Bizanca. 
Druga knjiga opisuje dejanja Baldvina I., ki je nasledil Godfreja Bouillonskega  in je bil jeruzalemski kralj od leta 1100 do 1118.  Tretja knjiga je življenjepis kralja Baldvina II. do leta 1127, ko je v Jeruzalemu izbruhnila kuga, katere žrtev je bil verjetno tudi Fulcher. Druga in tretja knjiga sta bili napisani v obdobjih 1109 do 1115 in 1118 do 1127. Fulcher je v drugi izdaji svoje zgodovine obe knjigi združil.
Fulcherjevo kroniko so kot vir podatkov uporabljali mnogi kronisti, med njimi Viljem iz Tira in Viljem iz Malmesburyja. Njegova kronika je na splošno natančna, vsebuje pa tudi nekaj netočnosti. 
Kronika je bila objavljena v knjigah Recueil des historiens des croisades in Patrologia Latina, kritično latinsko različico pa je leta 1913 objavil Heinrich Hagenmeyer.